# Angelika Werthmann
Angelika Werthmann (ur. 7 listopada 1963 w Schwarzach im Pongau, zm. 17 października 2019) – austriacka polityk, posłanka do Parlamentu Europejskiego VII kadencji.

## Życiorys
Studiowała filologię na Universität Salzburg. Pracowała m.in. jako pedagog i tłumczka. W wyborach w 2009 z Listy Hansa Petera Martina uzyskała mandat eurodeputowanej do PE VII kadencji. Tuż po wyborach została poproszona o złożenie rezygnacji w połowie kadencji, aby europosłem został kolejny z działaczy LHPM. Angelika Werthmann odmówiła podpisania takiej deklaracji. W Europarlamencie pozostała posłanką niezrzeszoną, przystąpiła do Komisji Budżetowej i Komisji Petycji. Wkrótce opuściła LHPM, w 2012 dołączyła do frakcji Porozumienia Liberałów i Demokratów na rzecz Europy, z której jednak odeszła w 2014.